# كريس كووي
كريس كووي (بالإنجليزية: Chris Cowie)‏ هو منتج أسطوانات ودي جيه وملحن بريطاني، ولد في 1969 في أبردين في المملكة المتحدة.

## وصلات خارجية
- كريس كووي على موقع ميوزك برينز (الإنجليزية)
- كريس كووي على موقع ميوزك برينز (الإنجليزية)
- كريس كووي على موقع أول ميوزيك (الإنجليزية)
- كريس كووي على موقع ديسكوغز (الإنجليزية)